# Арабіногалактан
Арабіногалактан ([(C5H8O4)(C6H10O5)6]n) — природний полісахарид, чия молекула складається з ланок галактози і арабінози, з'єднаних в співвідношенні: 6 ланок галактози до 1 ланки арабінози.

## Фізичні властивості
Аморфний порошок жовтявого забарвлення, без запаху, з солодкуватим смаком.

## Типи
Арабіногалактан поділяється на 2 типи:
- арабін-4-галактани (тип I)
- арабін-3,6-галактани (тип II).

## Поширення
Арабіногалактан складає основу камеді покритонасінних рослин, наприклад акації, а також голонасінних, особливо модрини. Деревина деяких видів модрини містить до 35 % арабіногалактину. Ти він є компонентом клітинної стінки мікобактерій.

## Виробництво
Арабіногалактан виділяють з деревини модрини, непридатної для використання в лісозаготівельної промисловості. Отримують продукт екстракцією подрібненої сировини водою при температурі від 23 до 100ºC з подальшим випаровуванням. Потім речовина випадає в осад після реакції зі спиртом або ацетоном. Далі її освітлюють різними сорбентами (наприклад, активованим вугіллям), фільтрують і сушать.
Найбільші виробники арабіногалактану:
- «Аметіс» ( Росія)
- «Larex» ( США)
- Shanghai Brightol International Co. ( КНР)
- Jiangxi Angtai Pharmaceutical Co.( КНР)

## Застосування
Арабіногалактан застосовують в медицині, ветеринарії, фармацевтичній і косметичній промисловості, а також в поліграфії та целюлозно-паперовій промисловості.

### Харчова промисловість
У харчовій промисловості арабіногалактан використовується як стабілізатор, згущувач та емульгатор Е409. Його застосовують для підтримки певного рівня в'язкості, а також з метою збереження початкової консистенції готової продукції харчового призначення. Найчастіше цей стабілізатор можна зустріти у продуктах на основі желе.
Раніше вважалося, що ця добавка може бути шкідливою. Проте у 1998 році профільна міжнародна організація FDA визнала добавку безпечною.

### Медицина
Речовину застосовують для виготовлення лікарських засобів, які покликані очищати організм від шлаків, шкідливих сполук і дозволяє виводити важкі метали, тим самим покращити загальний стан здоров'я і самопочуття людини.

### Косметологія
Арабіногалактан як вологостримуючий агент і ефективний емульгатор входить до складу кремів, лосьйонів, шампунів, гелів, сонцезахисних засобів. Добавка глибоко проникає в шкіру, покращує її живлення на клітинному рівні, зволожує, попереджає лущення і розтріскування.
Часто використовують спільно з фруктовими кислотами для посилення їхньої дії і запобігання подразнення і почервоніння шкіри.

### Тваринництво
Арабіногалактан застосовують як добавку у тваринних кормах. Речовина стимулює розвиток корисних біфідобактерій. Включення в раціон пребіотика Е 409 збільшує приріст молодняка, знижує захворюваність і смертність від дизентерії та вірусного ентериту.